# Lijst van plaatsnamen Nieuwe Stad
De volgende plaatsen heten 'Nieuwe Stad' of hebben een variant van die naam. 

## Duits
- Neustadt

- - In Beieren:

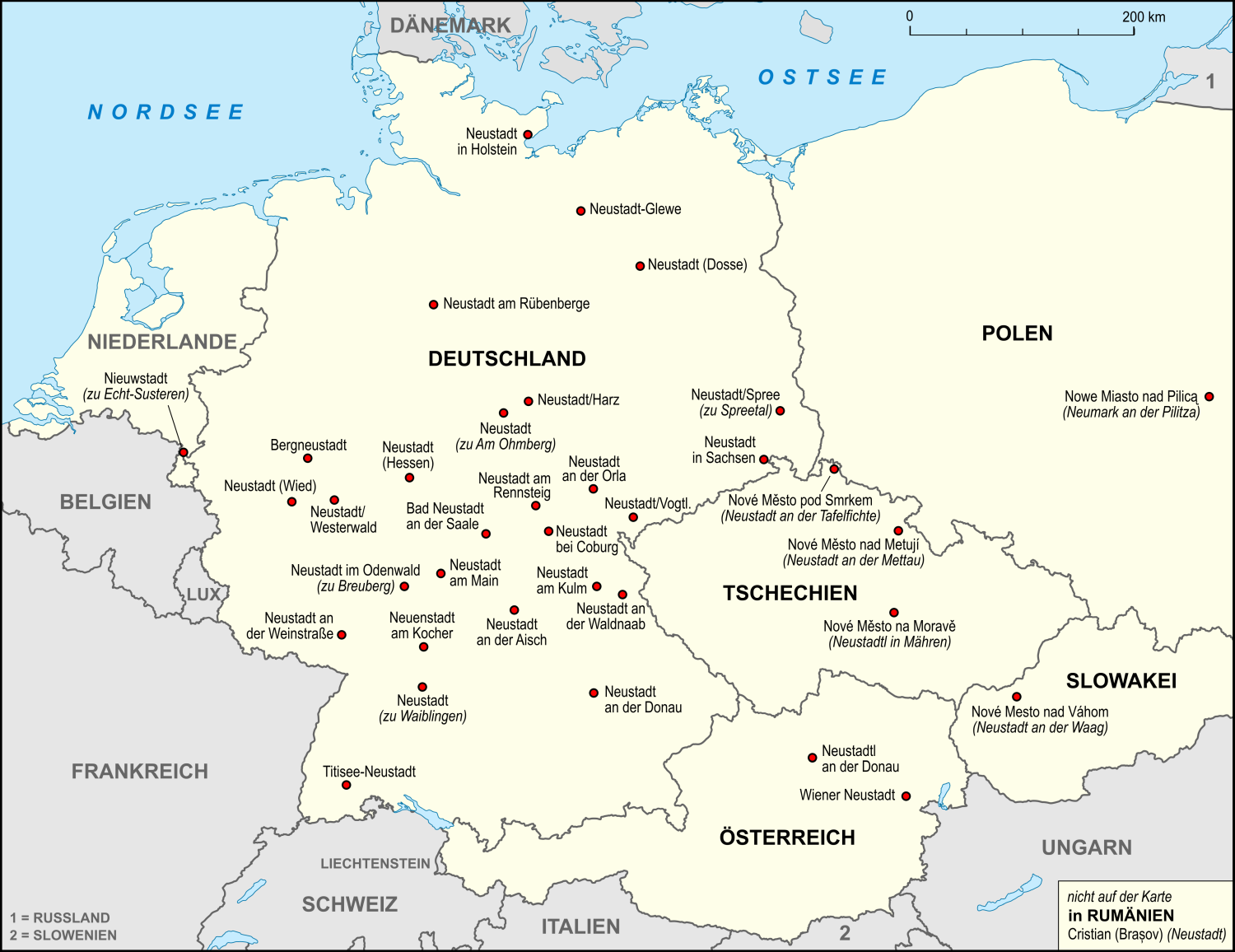
Neustadt in Europa, Europese stedenband van plaatsen die 'Neustadt' heten in het Duits

    - Bad Neustadt an der Saale, de hoofdstad van het district Rhön-Grabfeld
    - Neustadt an der Aisch, de hoofdstad van het district Neustadt an der Aisch-Bad Windsheim
    - Neustadt am Kulm, een stad in het district Neustadt an der Waldnaab
    - Neustadt am Main, een gemeente in het district Main-Spessart
    - Neustadt an der Donau, een stad in het district Kelheim
    - Neustadt an der Waldnaab (district), een district in de deelstaat Beieren
    - Neustadt an der Waldnaab (stad), de hoofdstad van het gelijknamige district
    - Neustadt bei Coburg, een stad in het district Coburg

  - In Rijnland-Palts:
    - Neustadt (Wied), een gemeente in het district Neuwied
    - Neustadt an der Weinstraße, een stadsdistrict
    - Neustadt/ Westerwald, een gemeente in het district Westerwald

  - In Thüringen:
    - Neustadt (Eichsfeld), een gemeente in het district Eichsfeld
    - Neustadt am Rennsteig, een gemeente in het district Ilm
    - Neustadt an der Orla, een stad im Saale-Orla-Kreis
    - Neustadt/Harz, een gemeente in het district Nordhausen

  - Overige:
    - Bergneustadt (oude naam: Neustadt), een stad in het vroegere rijksgraafschap Gimborn-Neustadt
    - Neustadt (Dosse), een stad in het district Ostprignitz-Ruppin (Brandenburg)
    - Neustadt (Hessen), een stad in het district Marburg-Biedenkopf (Hessen)
    - Neustadt am Rübenberge, een stad in de regio Hannover (Nedersaksen)
    - Neustadt in Holstein, een stad in het district Ostholstein (Sleeswijk-Holstein)
    - Neustadt in Sachsen, een stad in het district Sächsische Schweiz (Saksen)
    - Neustadt-Glewe, een stad in het district Ludwigslust (Mecklenburg-Voor-Pommeren)
    - Neustadt/Vogtl., een gemeente in het district Vogtland (Saksen)

  - Neustadt, de naam van een stadsdeel of gemeentedeel van Bremen, Breuberg, Dresden, Flensburg, Gelsenkirchen, Halle, Hamburg, Hannover, Hildesheim, Keulen, Leipzig, Norden, Ovelgönne, Spreetal, Titisee-Neustadt en Waiblingen
  - De Duitse naam van de Poolse stad Prudnik is Neustadt in Oberschlesien
  - De Duitse naam van de Poolse stad Wejherowo is Neustadt in Westpreußen
  - De Duitse naam van de Roemeense stad Cristian (Braşov) is Neustadt im Burzenland
  - Een zelden gebruikte Duitse naam voor de Roemeense stad Baia Mare is Neustadt; in het Duits heet deze stad gewoonlijk Frauenbach
  - Wiener Neustadt, een stad in de deelstaat Neder-Oostenrijk
- Neustadl: 
  - Neustadtl an der Donau, een gemeente in de deelstaat Neder-Oostenrijk

## Engels
- Newtown:
  - Newtown (Connecticut)
  - Newtown (Indiana)
  - Newtown (Missouri)
  - Newtown (Ohio)
  - Newtown (Pennsylvania)

- Newton:
  - in het Verenigd Koninkrijk:
    - Newton (Warwickshire)
    - Newton (Cambridgeshire)

  - in de Verenigde Staten van Amerika:
    - Newton (Alabama)
    - Newton (Connecticut)
    - Newton (Georgia)
    - Newton (Illinois)
    - Newton (Iowa)
    - Newton (Kansas)
    - Newton (Massachusetts)
    - Newton (Mississippi)
    - Newton (New Hampshire)
    - Newton (New Jersey)
    - Newton (North Carolina)
    - Newton (Texas)
    - Newton (Utah)
    - Newton (Wisconsin)

  - in Nieuw-Zeeland:
    - Newton (Nieuw-Zeeland)

- Newville:
  - Newville (Alabama)
  - Newville (Pennsylvania)

## Fins
- Uusikaupunki

## Frans
- Villeneuve 
  - In Zwitserland:
    - Villeneuve, een gemeente in het Zwitserse kanton Fribourg (in het Duits: Neustadt)
    - Villeneuve (Vaud), een gemeente en plaats in het Zwitserse kanton Vaud
    - Villeneuve (Valle d'Aosta), een gemeente in de Italiaanse provincie Valle d'Aosta

  - Gemeenten in Frankrijk
    - Villeneuve (Ain)
    - Villeneuve (Alpes-de-Haute-Provence)
    - Villeneuve (Ariège)
    - Villeneuve (Aveyron)
    - Villeneuve (Gironde)
    - Villeneuve (Puy-de-Dôme)

Voorts:
Villeneuve-au-Chemin, Aube
Villeneuve-d'Allier, Haute-Loire
Villeneuve-d'Amont, Doubs
Villeneuve-d'Ascq, Noorderdepartement
Villeneuve-d'Aval, Jura
Villeneuve-de-Berg, Ardèche
Villeneuve-de-Duras, Lot-et-Garonne
Villeneuve-de-la-Raho, Pyrénées-Orientales
Villeneuve-de-Marc, Isère
Villeneuve-de-Marsan, Landes
Villeneuve-d'Entraunes, Alpes-Maritimes Villeneuvois
Villeneuve-de-Rivière, Haute-Garonne
Villeneuve-d'Olmes, Ariège
Villeneuve-du-Latou, Ariège
Villeneuve-du-Paréage, Ariège Villeneuvois
Villeneuve-en-Montagne, Saône-et-Loire
Villeneuve-Frouville, Loir-et-Cher
Villeneuve-la-Comptal, Aude
Villeneuve-la-Comtesse, Charente-Maritime
Villeneuve-la-Dondagre, Yonne
Villeneuve-la-Garenne, Hauts-de-Seine
Villeneuve-la-Guyard, Yonne
Villeneuve-la-Lionne, Marne
Villeneuve-l'Archevêque, Yonne
Villeneuve-la-Rivière, Pyrénées-Orientales
Villeneuve-le-Comte, Seine-et-Marne
Villeneuve-Lécussan, Haute-Garonne
Villeneuve-le-Roi, Val-de-Marne
Villeneuve-lès-Avignon, Gard
Villeneuve-lès-Béziers, Hérault
Villeneuve-les-Bordes, Seine-et-Marne
Villeneuve-lès-Bouloc, Haute-Garonne
Villeneuve-les-Cerfs, Puy-de-Dôme
Villeneuve-lès-Charnod, Jura
Villeneuve-les-Corbières, Aude
Villeneuve-les-Genêts, Yonne
Villeneuve-lès-Lavaur, Tarn
Villeneuve-lès-Maguelone, Hérault
Villeneuve-lès-Montréal, Aude
Villeneuve-les-Sablons, Oise
Villeneuve-Loubet, Alpes-Maritimes
Villeneuve-Minervois, Aude
Villeneuve-Renneville-Chevigny, Marne
Villeneuve-Saint-Denis, Seine-et-Marne
Villeneuve-Saint-Georges, Val-de-Marne
Villeneuve-Saint-Germain, Aisne
Villeneuve-Saint-Nicolas, Eure-et-Loir
Villeneuve-Saint-Salves, Yonne
Villeneuve-Saint-Vistre-et-Villevotte, Marne
Villeneuve-sous-Charigny, Côte-d'Or
Villeneuve-sous-Dammartin, Seine-et-Marne
Villeneuve-sous-Pymont, Jura
Villeneuve-sur-Allier, Allier
Villeneuve-sur-Auvers, Essonne
Villeneuve-sur-Bellot, Seine-et-Marne
Villeneuve-sur-Cher, Cher
Villeneuve-sur-Conie, Loiret
Villeneuve-sur-Fère, Aisne
Villeneuve-sur-Lot, Lot-et-Garonne
Villeneuve-sur-Verberie, Oise
Villeneuve-sur-Vère, Tarn
Villeneuve-sur-Yonne, Yonne
Villeneuve-Tolosane, Haute-Garonne
- La Villeneuve : 
  - In Frankrijk: 
    - La Villeneuve (Creuse)
    - La Villeneuve (Saône-et-Loire)
    - La Villeneuve-au-Châtelot, Aube
    - La Villeneuve-au-Chêne, Aube
    - La Villeneuve-Bellenoye-et-la-Maize,  Haute-Saône
    - La Villeneuve-en-Chevrie,  Yvelines
    - La Villeneuve-lès-Charleville,  Marne
    - La Villeneuve-les-Convers,  Côte-d'Or
    - La Villeneuve-sous-Thury, Oise

- Neuville
  - In België:
    - Neuville (België), deelgemeente van Philippeville
    - Neuville (Martouzin-Neuville), een gehucht in de deelgemeente Martouzin-Neuville in Beauring

  - In Frankrijk:
    - Neuville (Corrèze)
    - Neuville (Puy-de-Dôme)

Voorts:
Neuville-au-Bois, Somme
Neuville-au-Cornet,  Pas-de-Calais
Neuville-au-Plain,  Manche
Neuville-aux-Bois,  Loiret
Neuville-Bosc, Oise
Neuville-Bourjonval, Pas-de-Calais
Neuville-Coppegueule, Somme
Neuville-Day, Ardennes
Neuville-de-Poitou,  Vienne
Neuville-en-Avesnois,  Noorderdepartement
Neuville-en-Beaumont,  Manche
Neuville-en-Ferrain,  Noorderdepartement
Neuville-en-Verdunois, Meuse
Neuville-Ferrières,   Seine-Maritime
Neuville-les-Dames, Ain
Neuville-lès-Decize,  Nièvre
Neuville-lès-Lœuilly,  Somme
Neuville-lès-This, Ardennes
Neuville-lès-Vaucouleurs,  Meuse
Neuville-lez-Beaulieu,  Ardennes
Neuville-près-Sées, Orne
Neuville-Saint-Amand, Aisne
Neuville-Saint-Rémy, Noorderdepartement
Neuville-Saint-Vaast, Pas-de-Calais
Neuville-sous-Montreuil, Pas-de-Calais
Neuville-sur-Ailette, Aisne
Neuville-sur-Ain, Ain
Neuville-sur-Authou, Eure
Neuville-sur-Brenne, Indre-et-Loire
Neuville-sur-Escaut, Noorderdepartement
Neuville-sur-Margival, Aisne
Neuville-sur-Oise, Val-d'Oise
Neuville-sur-Ornain, Meuse
Neuville-sur-Saône, Rhône
Neuville-sur-Sarthe, Sarthe
Neuville-sur-Seine, Aube
Neuville-sur-Touques, Orne
Neuville-sur-Vanne, Aube
Neuville-Vitasse, Pas-de-Calais
- La Neuville
  - In Frankrijk:
    - La Neuville (Nord)

Voorts:
La Neuville-à-Maire,  Ardennes
La Neuville-au-Pont,  Marne
La Neuville-aux-Bois, Marne
La Neuville-aux-Joûtes,  Ardennes
La Neuville-aux-Larris,  Marne
La Neuville-Bosmont,  Aisne
La Neuville-Chant-d'Oisel, Seine-Maritime
La Neuville-d'Aumont,  Oise
La Neuville-du-Bosc, Eure
La Neuville-en-Beine, Aisne
La Neuville-en-Hez, Oise
La Neuville-en-Tourne-à-Fuy, Ardennes
La Neuville-Garnier, Oise
La Neuville-Housset, Aisne
La Neuville-lès-Bray,  Somme
La Neuville-lès-Dorengt, Aisne
La Neuville-lès-Wasigny,  Ardennes
La Neuville-Saint-Pierre, Oise
La Neuville-Sire-Bernard,  Somme
La Neuville-sur-Essonne,  Loiret
La Neuville-sur-Oudeuil, Oise
La Neuville-sur-Ressons, Oise
La Neuville-Vault, Oise
La Neuville-aux-Tourneurs,  Ardennes, is opgegaan in de nieuwe gemeente Neuville-lez-Beaulieu
- Laneuville
  - In Frankrijk:

in samenstellingen:
Laneuville-au-Pont, Haute-Marne
Laneuville-au-Rupt, Meuse
Laneuville-sur-Meuse,  Meuse

## Grieks
Νέα Πόλις (Néa Pólis). In het Modern Grieks kan de s aan het eind van de naam vervallen, waarmee de naam Neapoli wordt.
- Neapolis (Peloponnesos), de zuidelijkste stad van de Peloponnesos (Griekenland)
- Neapolis (Kreta), een stad in het noorden van Kreta (Griekenland)
- Neapolis (Centraal Griekenland), een plaats in centraal Griekenland
- Kavála, een Griekse stad waarvan Neapolis de oude naam is

- Napels, gesticht door inwoners van de Griekse kolonie Cumae, rond de 8e eeuw v.Chr.
- Nablus (Palestina)
- Nabeul (Tunesië)

## Hongaars
- Dunaújváros (in het Duits heet deze stad Neustadt an der Donau)

## Kroatisch
- Novigrad, een stad aan de kust van het schiereiland Istrië

## Lets
- Een stadsdeel van Riga in Letland heet 'nieuwe stad'

## Nederlands
- Nieuwstad 
  - een dorp in de gemeente Elburg in Gelderland
  - Nieuwstad (Groningen), een straat vooral bekend als hoerenbuurt
  - Nieuwestad (Leeuwarden), idem, maar dan als winkelstraat
  - een deel van de stad Zutphen
  - een wijk van de stad Zwolle (ook: Nijstad)
  - een wijk van de stad Delfzijl
- Nieuwstadt een plaats in de gemeente Echt-Susteren in Limburg

- Nijstad
  - Nijstad, buurtschap bij Weerselo (Overijssel)
  - (De) Nijstad, gehucht bij Wapserveen (Drenthe)

## Pools
- Nowe Miasto (Nowe betekent 'nieuw', Miasto betekent 'stad')
  - Nowe Miasto Lubawskie - een stad in het Poolse woiwodschap Ermland-Mazurië
  - Nowe Miasto - een dorp in de Poolse woiwodschap Mazovië

## Sloveens
- Novo mesto  - en gemeente en een historische stad in de Sloveense regio Dolenjska.

## Slowaaks
- Nové Mesto nad Váhom (in het Duits heet deze stad Neustadt an der Waag)
- Nové Mesto (okres Bratislava III)

## Tsjechisch
- Nové Město:
  - Nové Město na Moravě
  - Nové Město nad Metují (in het Duits: Neustadt an der Mettau)
  - Nové Město pod Smrkem (in het Duits: Neustadt an der Tafelfichte)
  - een wijk van Praag die in 1348 werd gesticht

## Russisch
- Novgorod:
  - Veliki Novgorod (Veliki is een toevoegsel ter onderscheiding van  Nizjni Novgorod; Veliki betekent 'de grote')
  - Nizjni Novgorod (Nizjni betekent 'laag')

## Thai
- Chiang Mai (Thai: เชียงใหม่)